# Kill (étendue d'eau)
Pour les articles homonymes, voir Kill.
Un kill est un ruisseau. Le mot vient du néerlandais moyen « kille », signifiant « lit de rivière » ou « canal d'eau ». En néerlandais contemporain, le mot est « kil ».
Le terme est utilisé aux États-Unis dans les anciennes zones d'influence néerlandaise dans la vallée du Delaware et celle de l'Hudson et d'autres endroits de l'ancienne colonie de Nouvelle-Néerlande des Pays-Bas américains pour décrire un détroit, une rivière ou un bras de mer. Il s'agit par exemple du Kill Van Kull et de l'Arthur Kill, qui séparent tous deux Staten Island (État de New York) du New Jersey, Dutch Kills et English Kills off Newtown Creek, Bronx Kill entre le Bronx et Randall's Island, et, en tant que nom composé, la Wallkill River à New York et au New Jersey et la Schuylkill River en Pennsylvanie.
Il est amusant de noter qu'au Delaware, il existe une Murderkill River (en) (en anglais « murder » signifie « meurtre » et « to kill » « tuer »). « Kill » apparaît également dans des toponymes tels les Montagnes Catskill (Catskill Mountains, initialement baptisées « Kaatskil » par les colons néerlandais au XVIIe siècle, ) ou la ville de Fishkill, ce qui fut le sujet d'une campagne naïve du point de vue étymologique d'un groupe de défense des droits de l'animal, PETA, qui souhaitait des toponymes plus respectueux des animaux.
Parmi les toponymes des Pays-Bas qui se réfèrent à « kil », on a par exemple le Dordtsche Kil et le Sluiskil (commune de Terneuzen).